# Aegialomys galapagoensis
Aegialomys galapagoensis е вид гризач от семейство Хомякови (Cricetidae). Видът е уязвим и сериозно застрашен от изчезване.

## Разпространение
Разпространен е в Еквадор (Галапагоски острови).

## Описание
На дължина достигат до 11,3 cm, а теглото им е около 63,5 g.
Продължителността им на живот е около 1,7 години.